# 屏東市大同國小畢業旅行遊覽車國道翻車事故
屏東市大同國小畢業旅行遊覽車國道翻車事故是於2005年3月11日發生在台灣嘉義縣民雄鄉的一起重大遊覽車交通事故，共計造成4人死亡、42人受傷。

## 經過
屏東市大同國小六年級師生於3月10日結束兩天一夜的畢業旅行，分搭兩輛遊覽車準備返回屏東，下午4時19分許，遊覽車行經國道三號南下285.6公里前，因不及閃避前方爆胎的小貨車而追撞，隨後衝出護欄、翻落邊坡，遊覽車的車頂被掀開，車上師生被拋出車外，造成遊覽車司機及三名學童身亡，並有6人重傷、36人輕傷。

## 後續
事發後，時任中華民國教育部部長杜正勝成立緊急應變小組協助學生與家屬，並發放學產基金。臺灣嘉義地方法院檢察署對此事故進行調查，委託國立交通大學學者協助鑑定，認定小貨車爆胎原因為裝載過多施工器具而超載，應負肇事責任，於2005年5月14日起訴53歲的翁姓司機，求處四年有期徒刑。翌年6月5日，臺灣嘉義地方法院以業務過失致死罪判處翁姓司機有期徒刑3年6個月。而受傷的師生先由全國遊覽車公會聯合會代為理賠，再由遊覽車公司向翁姓司機提起民事求償，2007年9月22日，嘉義地方法院判決翁姓司機賠償新台幣699餘萬元。